# Ladislav Body
Ladislav Body (2. května 1949 – 25. listopadu 2017) byl český politik romské menšiny, v letech 1990 až 1996 poslanec České národní rady a Poslanecké sněmovny za Komunistickou stranu Československa, respektive za KSČM, pak za Levý blok.

## Biografie
Ve volbách v roce 1990 byl zvolen za KSČS (federální komunistická strana), respektive za její organizaci v českých zemích KSČM, do České národní rady. Mandát obhájil ve volbách v roce 1992, nyní za koalici Levý blok, kterou tvořila KSČM a menší levicové skupiny (volební obvod Středočeský kraj). Zasedal ve výboru petičním, pro lidská práva a národnosti. Od vzniku samostatné České republiky v lednu 1993 byla ČNR transformována na Poslaneckou sněmovnu Parlamentu České republiky. Zde setrval do konce funkčního období, tedy do voleb v roce 1996. Během volebního období vystoupil z KSČM. Přešel do poslaneckého klubu Levého bloku (skupina reformní levice, která po rozpadu koalice Levý blok přijala název této střechové platformy a v parlamentu působila nezávisle na KSČM).
Patřil k romské menšině. Zatímco ve volebním období 1990-1992 bylo v nejvyšších zákonodárných sborech Československa několik Romů, po volbách roku 1992 byl kvůli propadu Romské občanské iniciativy Ladislav Body jediným romským poslancem českého parlamentu. V roce 1995 vzbudil kritiku svými výroky na romské demonstraci v Ústí nad Labem, kde měl prohlásit: „této společnosti vadí, když někoho Romové okradou v tramvaji jen proto, že si bílí nedávají pozor“ a dodal „Proč jim dávají šanci, aby jim tu peněženku vzali?“ Radní města Ústí nad Labem na něj kvůli tomu chtěli podat trestní oznámení. Body reagoval tím, že za svými slovy si stojí a nevidí na nich nic trestuhodného. Policie ale v únoru 1996 trestní oznámení na Bodyho odložila.
Ladislav Body původně plánoval, že v sněmovních volbách roku 1996 bude kandidovat za Levý blok, ale nakonec svou kandidaturu zrušil. O návrat do politiky se pokusil ještě v sněmovních volbách v roce 1998, nyní jako kandidát KDU-ČSL v Severočeském kraji. Nebyl ale zvolen.
Po odchodu z parlamentní politiky dlouhodobě působil jako úředník na Ministerstvu práce a sociálních věcí České republiky, kde předsedal jedné z komisí. V prosinci 2004 byl ovšem okresním soudem v Sokolově nepravomocně odsouzen za úplatkářství k osmiměsíčnímu podmíněnému trestu.